# Molí de la Menora
El Molí de la Menora és un Bé d'Interès Cultural (BIC) amb la categoria de Lloc Etnològic localitzat en el terme municipal de Güímar, a l'illa de Tenerife (Canàries, Espanya).

## Descripció

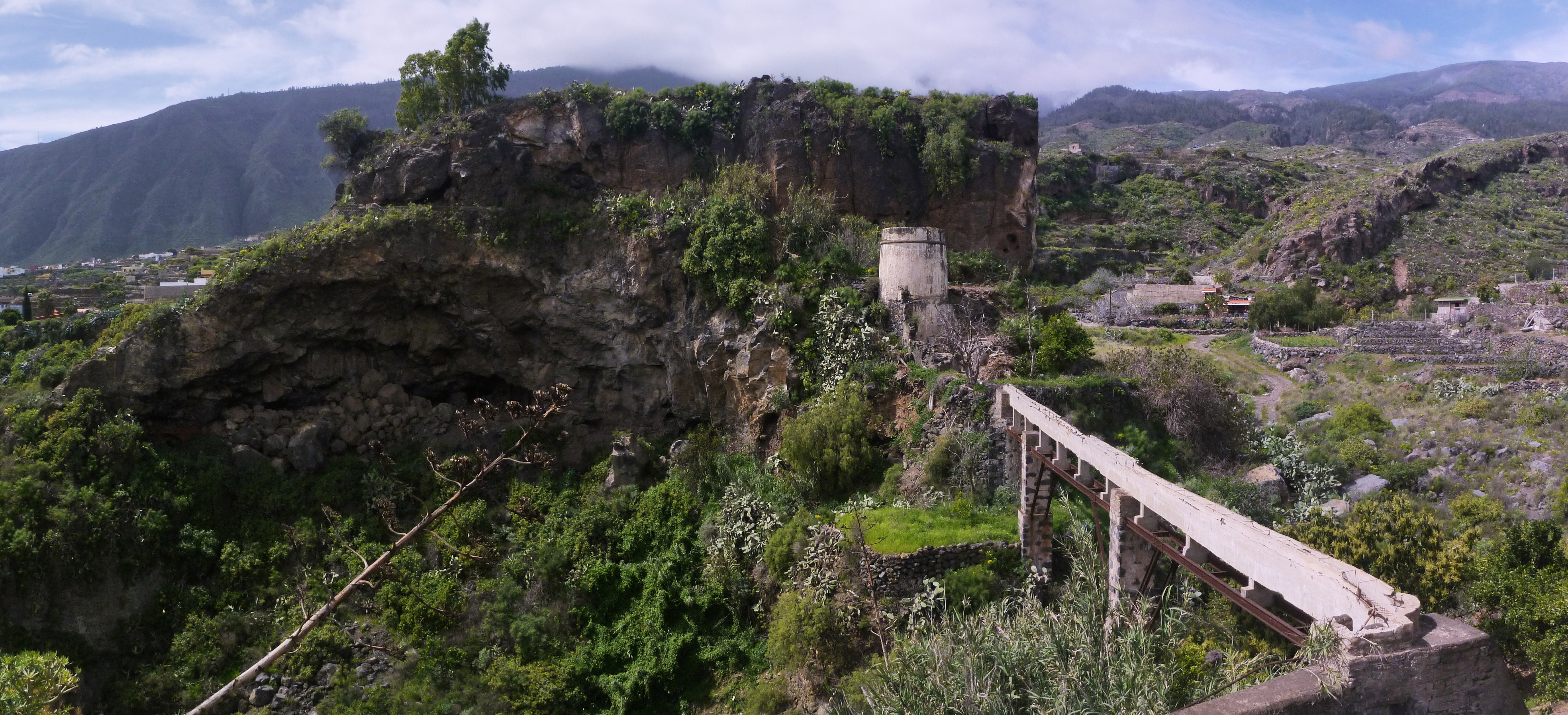
Molí de la Menora i Riscos de l'Uchón.

El Lloc Etnològic del Molí de la Menora es localitza al barri de La Hoya, també conegut com de La Raya, situat al marge dret del barranc del Luchón -Güímar-. En les seves proximitats es troba la Casa de La Raya, una casona tradicional actualment condicionada com a hotel rural.
Ocupa un tram del marge dret del barranc, caracteritzat per una estructura geològica de naturalesa basáltica, en la qual les diferents colades apareixen intercalades amb dipòsits pumicítics i nivells detrítics, propiciant la seva inestabilitat estructural. El molí se situa al peu d'un gran monticle rocós en el qual s'aprecien signes evidents de desploms deguts a l'acció de les aigües de vessament que van circular històricament pel llit. La vegetació dominant es caracteritza per un predomini del matoll de substitució, amb espècies nitròfiles i ruderals, entre la qual destaquen les paradelles canàries, ricins, així com opunties i canyes de Sant Joan. En general, es tracta d'un paisatge antropitzat, amb restes de bancals antigament conreats, a més de diverses construccions que destaquen per la seva precarietat i estat d'abandó.
El molí de la Menora només conserva el "cub", per l'interior de la qual baixava l'aigua que feia moure la maquinària de molta. Construït en maçoneria i esquerdejat en les seves parets interiors i exteriors, la seva morfologia cilíndrica contrasta amb les galledes dels propers molins de Chacaica, constituïts per cilindres superposats. El bon estat de conservació del "cub" contrasta amb el de les dependències annexes, que han desaparegut gairebé per complet, si bé l'abundant vegetació impedeix precisar els vestigis que encara persisteixen. L'aigua que alimentava el molí arriba fins a ell per una construcció de maó en maçoneria que circumval·la el monticle rocós després de recórrer el llom que separa els barrancs del Luchón i del Reventón. Després de travessar el molí, la canalització continua cap a la costa de Chacaica, creuant el llit a manera d'aqüeducte fabricat en maçoneria i suports de ferro.
Finalment, cal citar una modesta edificació rectangular, amb murs de pedra seca i coberta a quatre aigües construïda mitjançant una coca de morter, calç i sorra sense teules, que respon a un model d'habitatge popular bastant freqüent en la vall de Güímar. A curta distància de la mateixa discorre el camí de la Menora, que connectava els barris alts de Güímar i continuava en direcció a Arafo.
A la base del vessant dret del carranc del Luchón apareixen algunes coves, les voltes de les quals han sofert importants desploms, transformant la seva morfologia original. Constituirien possibles coves d'ús habitacional durant el període prehispànic, reutilitzades en dates posteriors a la conquesta de les Illes Canàries. No obstant això, l'acumulació de sediments en les seves boques dificulta la determinació de l'existència de material arqueològic en superfície o de reblert sedimentari.